# New York City Tribune
New York City Tribune — ежедневная газета, которая существовала с 1976 по 1991 год в Нью-Йорке и издавалась компанией News World Communications, принадлежавшей Церкви объединения и ее лидеру Мун Сон Мёну. Её офисы располагались в бывшем здании Tiffany and Company по адресу 401 Fifth Avenue в Нью-Йорке. Газета печаталась в Лонг-Айленд-Сити.

## История
Газета дебютировала под названием The News World и заявила, что станет альтернативой существующим ежедневным газетам Нью-Йорка. Газета достигла своего пикового тиража в 400 000 экземпляров во время забастовки газетчиков в Нью-Йорке в 1978 году. В то время для неё писали некоторые известные репортеры газет, закрытых из-за забастовки. К 1983 году тираж составил около 70 000 экземпляров.

## Судебный процесс с International Herald Tribune
В 1983 году газета сменила название на New York Tribune, сохранив при этом тех же владельцев и тот же штат сотрудников. Перемена названия привела к судебному иску по поводу нарушения авторских прав со стороны International Herald Tribune, которая унаследовала название «Tribune» от оригинального New-York Tribune. Проблема была решена в 1984 году, когда газета добавила к своему названию слово «City».

## Направленность
В газете публиковался обширный раздел «Комментарии» с мнениями и редакционными статьями чтобы продемонстрировать «объединенных обозревателей и возмущенных граждан», выступающих против либерализма в Соединенных Штатах и Демократической партии. Газета стала известна тем, что пропагандировала взгляды консерватизма в Соединенных Штатах не только в редакционных позициях, но и в освещении новостей. Среди разделов газеты были — «Борьба с терроризмом», «Культура». Газета регулярно обращалась к тематике отношений США и СССР.

## Закрытие
Газета испытывала экономические трудности и приостановила публикацию на несколько месяцев в 1985 году. К 1990 году её тираж составлял 12 000 экземпляров в то время как тираж четырех других ежедневных газет Нью-Йорка превышал 500 000 экземпляров каждая.  The New York City Tribune напечатала свой последний выпуск 3 января 1991 года.